# Baldon Row
Baldon Row – osada w Anglii, w hrabstwie Oxfordshire, w dystrykcie South Oxfordshire. Leży 9 km na południowy wschód od Oksfordu i 77 km na zachód od Londynu.